# Ulisses i les sirenes (Waterhouse)
Ulisses i les sirenes és un quadre del pintor John William Waterhouse, realitzat el 1891, que es troba a la National Gallery of Victoria de Melbourne, Austràlia.

## Tema
Waterhouse representa l'episodi de l'Odissea en el qual el protagonista fuig de les sirenes, uns éssers que atreien als navegants cap a la costa amb el seu cant i en apropar-se el vaixell esclatava contra els esculls, sent devorats els seus ocupants.
L'episodi d'Ulisses i les sirenes és molt representat en l'art des de l'antiguitat (mosaic del Museu Nacional del Bard), amb exemples com el de Herbert James Draper de 1909, el d'Adolf Hirémy-Hirschl de 1933 i el de Victor Mottez.
La sirena és un ésser mitològic freqüentment representat en l'art, i el mateix autor la va fer protagonista d'altres dos dels seus quadres, un de 1900 i un altre de 1901, a la Royal Academy a Londres.

## Descripció
L'autor pinta a les sirenes en la seva forma original, com a genis marins híbrids de dona i au, encara que la representació més comuna les descriu com a belles dones amb cua de peix en lloc de cames.
Com descriu Homer en el seu cant XII de l'Odissea, Ulisses, aconsellat per la maga Circe, ordena als seus homes que es tapin les oïdes amb cera, mentre ell és lligat al pal del seu vaixell, amb el que pot escoltar el cant de les sirenes sense caure en el seu embruixament. Derrotades, les sirenes es converteixen en roques o es llancen al mar.

## Vegeu també

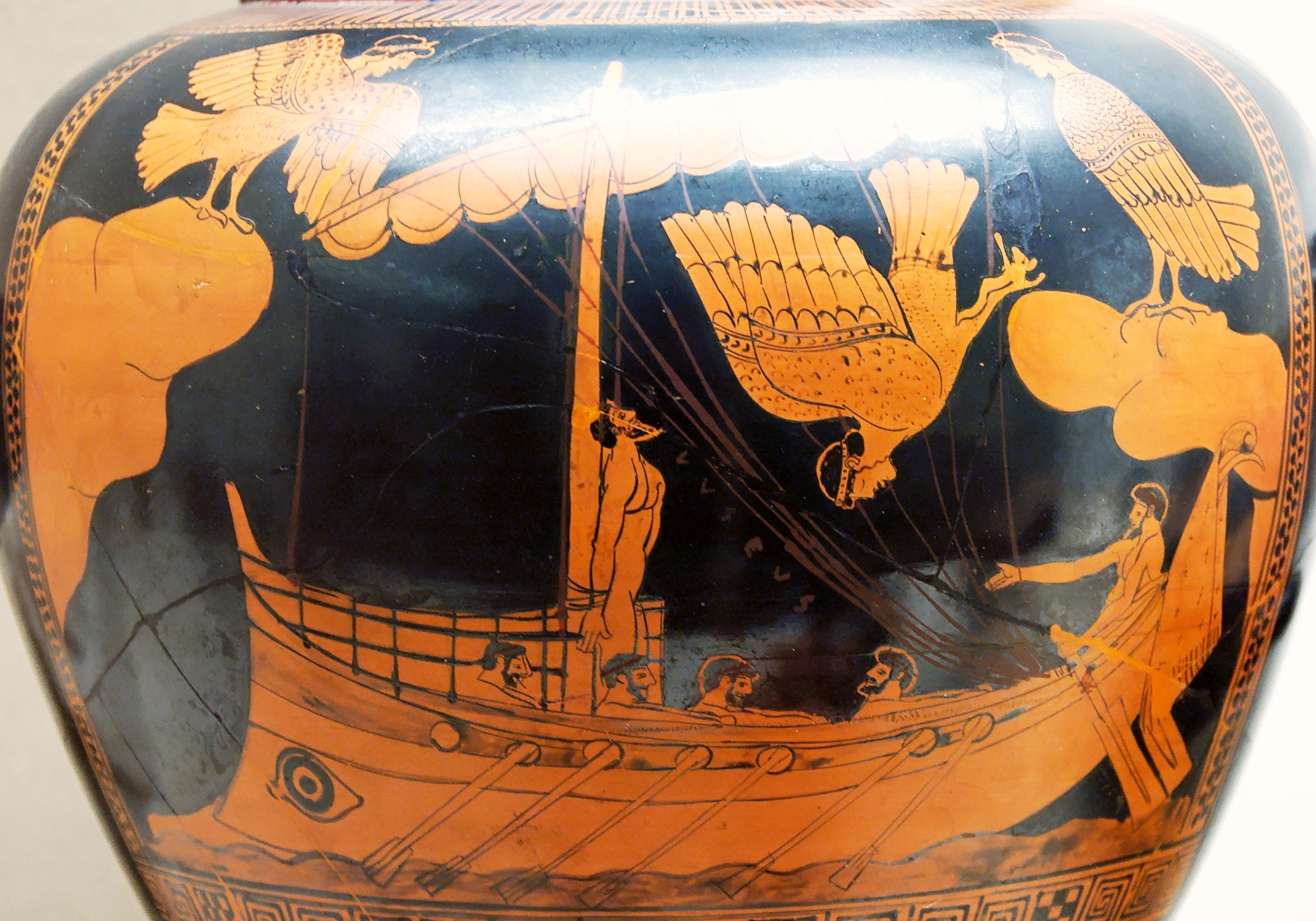
Ulisses i les sirenes: peça de ceràmica àtica; 480–470 a. C. Museu Britànic.